# Fritz Behn
Max Adolf Friedrich Behn, llamado  Fritz Behn , nacido el  16 de junio de 1878 en Klein Grabow (actual  Krakow am See) y fallecido el 26 de enero de 1970 en Múnich, fue un escultor alemán especializado en las estatuas de animales.
Entre 1907 y 1910, Behn hizo dos viajes a África Oriental, donde estuvo durante largos períodos haciendo dibujos anatómicos y estudios de la fauna autóctona. Estos viajes resultaron ser cruciales en la carrera artística de Behn. A su regreso a Múnich, comenzó a crear esculturas de animales a pequeña y gran escala basadas en sus estudios africanos. Estas esculturas mostraron la habilidad de Behn para capturar el movimiento y el detalle, lo que le valió el reconocimiento internacional.

## Escritos
- (De) Skizzen aus dem Heiligen-Geist hospital zu Lübeck., Lübeck, Ernesto Tesdorpf , 1899 con 14 acuarelas
- (De) Afrikanische Visionen: 14 Lithographien, Munich, Piper, 1914.
- (De) "Haizuru ..." Ein Fichierhauer en Afrika, Munich, G. Müller, 1917 con 16 dibujos
- (De) "Freiheit" Politische Bemerkungen-Rand, Munich, Riehn 1920
- (De) Kwa Heri, Afrika! Gedanken im Zelt, Stuttgart, Berlín, Cotta, 1933, con 16 dibujos
- (De) Bei Mussolini: Eine Fichiernisstudie, Stuttgart, Berlín, Cotta, 1934
- (De) Tiere, Stuttgart, Berlín, Cotta, 1934
- (De) Wild Deutsches im deutschen Wald., Stuttgart, Cotta, 1935 con 20 dibujos incluidos

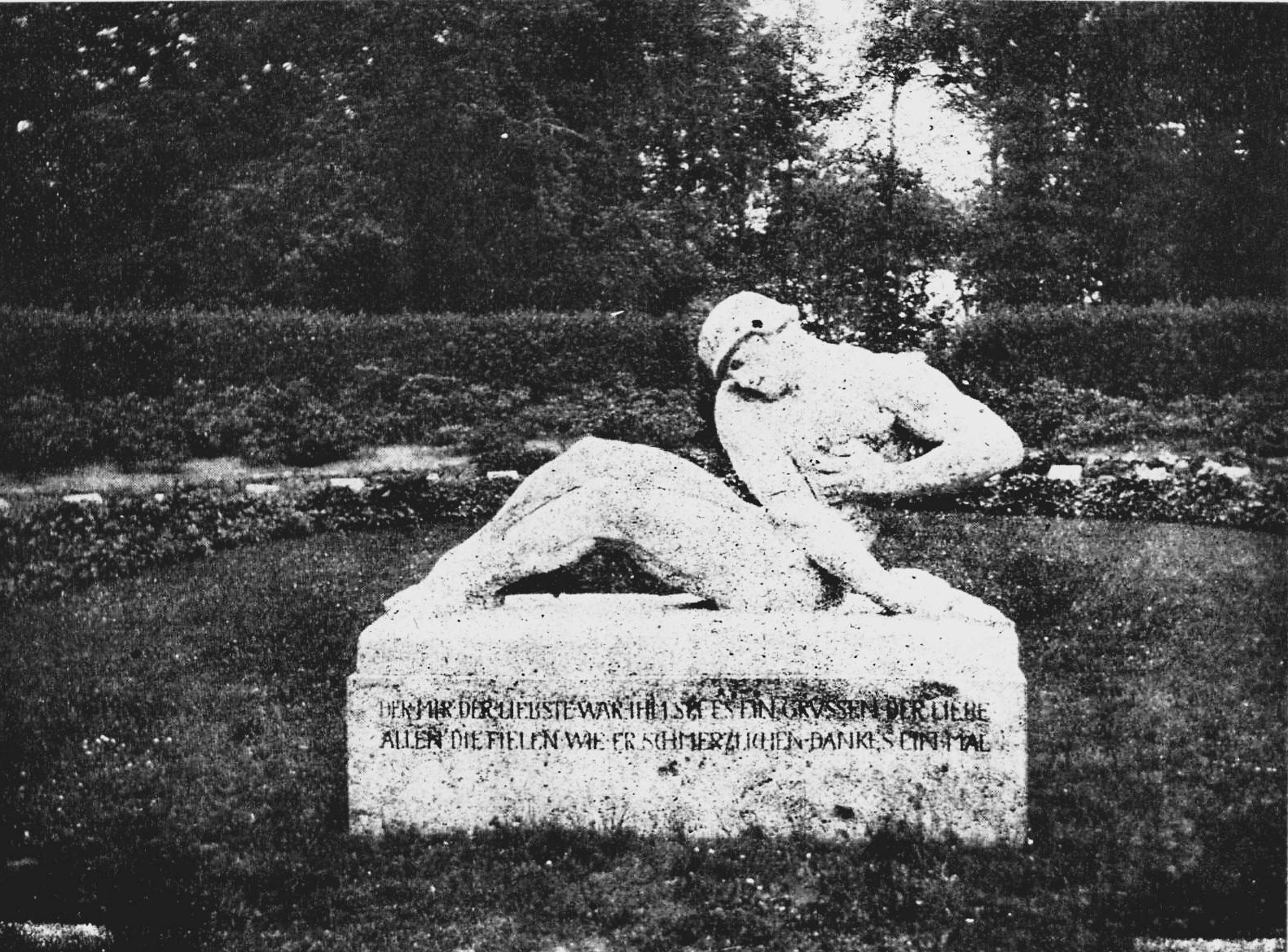
El Guerrero Morir en el cementerio militar de Lübeck